# Carex transcaucasica
Carex transcaucasica är en halvgräsart som beskrevs av Tatiana Vladimirovna Egorova. Carex transcaucasica ingår i släktet starrar, och familjen halvgräs. Inga underarter finns listade i Catalogue of Life.